# Henri Bertini
Henri-Jérôme Bertini (28. oktober 1798 – 30. september 1876) var en fransk pianist og komponist af etuder.
Bertini levede størstedelen af sit liv i Paris. Udover kammermusik komponerede Bertini etuder for samme instrument (opus 100, 29 og 32), som i lang tid udgjorde undervisningsmaterialet for hvordan et efter kunstens regler komponeret stykke burde se ut.